# Спортсменка года по версии федерации баскетбола США
Спортсменка года по версии федерации баскетбола США (англ. USA Basketball Female Athlete of the Year) — ежегодная баскетбольная награда, вручаемая лучшему игроку национальной сборной США, который показывал идеальную игру в её составе на международных соревнованиях в течение календарного года, сама баскетболистка выбирается по результатам голосования, проводимого среди членов федерации баскетбола США в конце декабря или в начале января следующего года. Эта премия была учреждена и впервые была вручена Кэрол Блажейовски из «Нью-Джерси Гемс» в 1980 году.
Целых семь игроков, Шерил Миллер, Тереза Эдвардс, Катрина Макклейн, Лиза Лесли, Дон Стэйли, Дайана Таурази и Брианна Стюарт, получали этот приз несколько раз, причём Лесли и Стюарт завоёвывали её по три раза, а Эдвардс и Таурази по четыре. Чаще других обладателями этой премии становились игроки Коннектикутского университета (9 раз), университета Джорджии (6 раз) и университета Южной Калифорнии (5 раз). Один раз обладателями этой премии стали сразу два игрока (1982). Действующей обладательницей награды является Брианна Стюарт из «Сиэтл Шторм».

## Легенда
|           | Сообладатели награды           |
| *         | Избраны в Зал славы баскетбола |
| Игрок (X) | Количество титулов             |

## Победители
| Год  | Игрок                 | Фото | Позиция             | Университет                                    | Команда                        | Примечания |
| ---- | --------------------- | ---- | ------------------- | ---------------------------------------------- | ------------------------------ | ---------- |
| 1980 | Кэрол Блажейовски*    |      | Форвард             | Государственный колледж Монтклэра              | Нью-Джерси Гемс                | [ 1 ]      |
| 1981 | Дениз Карри           |      | Форвард             | Калифорнийский университет в Лос-Анджелесе     | Сборная США                    | [ 2 ]      |
| 1982 | Синди Нобл            |      | Центровая           | Университет Теннесси                           | Сборная США                    | [ 3 ]      |
| 1982 | Латонья Поллард       |      | Защитник            | Университет штата Калифорния в Лонг-Бич        | Лонг-Бич Стэйт Фоти Найнерс    | [ 4 ]      |
| 1983 | Линетт Вудард*        |      | Защитник            | Канзасский университет                         | Сборная США                    | [ 5 ]      |
| 1984 | Шерил Миллер*         |      | Форвард             | Университет Южной Калифорнии                   | USC Тродженс                   | [ 3 ]      |
| 1985 | Дженнифер Гиллом      |      | Форвард / Центровая | Университет Миссисипи                          | Оле Мисс Ребелс                | [ 6 ]      |
| 1986 | Шерил Миллер* (2)     |      | Форвард             | Университет Южной Калифорнии (2)               | Сборная США                    | [ 3 ]      |
| 1987 | Тереза Эдвардс*       |      | Защитник / Форвард  | Университет Джорджии                           | Маджента                       | [ 7 ]      |
| 1988 | Катрина Макклейн*     |      | Форвард             | Университет Джорджии (2)                       | Сборная США                    | [ 8 ]      |
| 1989 | Винус Лейси           |      | Центровая           | Технологический университет Луизианы           | Луизиана Тек Леди Текстерс     | [ 3 ]      |
| 1990 | Тереза Эдвардс* (2)   |      | Защитник / Форвард  | Университет Джорджии (3)                       | Мицубиши Нагоя                 | [ 9 ]      |
| 1991 | Рути Болтон           |      | Защитник            | Обернский университет                          | ФТК Диего Будапешт             | [ 10 ]     |
| 1992 | Катрина Макклейн* (2) |      | Форвард             | Университет Джорджии (4)                       | Сидис Анкона                   | [ 11 ]     |
| 1993 | Лиза Лесли*           |      | Центровая           | Университет Южной Калифорнии (3)               | USC Тродженс                   | [ 12 ]     |
| 1994 | Дон Стэйли*           |      | Защитник            | Виргинский университет                         | Сборная США                    | [ 13 ]     |
| 1995 | Сильвия Кроли         |      | Форвард / Центровая | Университет Северной Каролины в Чапел-Хилл     | Сборная США                    | [ 14 ]     |
| 1996 | Тереза Эдвардс* (3)   |      | Защитник / Форвард  | Университет Джорджии (5)                       | Атланта Глори                  | [ 15 ]     |
| 1997 | Чамик Холдскло        |      | Форвард             | Университет Теннесси (2)                       | Теннесси Леди Волантирс        | [ 16 ]     |
| 1998 | Лиза Лесли* (2)       |      | Центровая           | Университет Южной Калифорнии (4)               | Лос-Анджелес Спаркс            | [ 17 ]     |
| 1999 | Натали Уильямс        |      | Форвард / Центровая | Калифорнийский университет в Лос-Анджелесе (2) | Сиэтл Суперсоникс              | [ 18 ]     |
| 2000 | Тереза Эдвардс* (4)   |      | Защитник / Форвард  | Университет Джорджии (6)                       | Сборная США                    | [ 19 ]     |
| 2001 | Аяна Уокер            |      | Форвард             | Технологический университет Луизианы (2)       | Луизиана Тек Леди Текстерс     | [ 20 ]     |
| 2002 | Лиза Лесли* (3)       |      | Центровая           | Университет Южной Калифорнии (5)               | Лос-Анджелес Спаркс            | [ 21 ]     |
| 2003 | Сеймон Огастус        |      | Форвард             | Университет штата Луизиана                     | ЛСЮ Леди Тайгерс               | [ 22 ]     |
| 2004 | Дон Стэйли* (2)       |      | Защитник            | Виргинский университет (2)                     | Шарлотт Стинг                  | [ 23 ]     |
| 2005 | Кристал Лэнгхорн      |      | Форвард             | Мэрилендский университет в Колледж-Парке       | Мэриленд Террапинс             | [ 24 ]     |
| 2006 | Дайана Таурази        |      | Защитник / Форвард  | Коннектикутский университет                    | Финикс Меркури                 | [ 25 ]     |
| 2007 | Кэндис Уиггинс        |      | Защитник            | Стэнфордский университет                       | Стэнфорд Кардинал              | [ 26 ]     |
| 2008 | Кэти Смит             |      | Защитник / Форвард  | Университет штата Огайо                        | Детройт Шок                    | [ 27 ]     |
| 2009 | Тина Чарльз           |      | Центровая           | Коннектикутский университет (2)                | Коннектикут Хаскис             | [ 28 ]     |
| 2010 | Дайана Таурази (2)    |      | Защитник / Форвард  | Коннектикутский университет (3)                | Финикс Меркури                 | [ 29 ]     |
| 2011 | Брианна Стюарт        |      | Форвард / Центровая | Коннектикутский университет (4)                | Сисеро-Норт Сиракьюс Нортстарз | [ 30 ]     |
| 2012 | Дайана Таурази (3)    |      | Защитник / Форвард  | Коннектикутский университет (5)                | Финикс Меркури                 | [ 31 ]     |
| 2013 | Брианна Стюарт (2)    |      | Форвард / Центровая | Коннектикутский университет (6)                | Коннектикут Хаскис             | [ 32 ]     |
| 2014 | Майя Мур              |      | Форвард             | Коннектикутский университет (7)                | Миннесота Линкс                | [ 33 ]     |
| 2015 | Эйжа Уилсон           |      | Форвард             | Университет Южной Каролины                     | Южная Каролина Геймкокс        | [ 34 ]     |
| 2016 | Дайана Таурази (4)    |      | Защитник / Форвард  | Коннектикутский университет (8)                | Финикс Меркури                 | [ 35 ]     |
| 2017 | Джанель Бейли         |      | Форвард             | Университет Северной Каролины в Чапел-Хилл (2) | Северная Каролина Тар Хилз     | [ 36 ]     |
| 2018 | Брианна Стюарт (3)    |      | Форвард / Центровая | Коннектикутский университет (9)                | Сиэтл Шторм                    | [ 37 ]     |

## Комментарии
1. ↑  Указана именно та команда, за которую выступал тот или иной игрок на момент получения почётной награды, а если указана сборная США, то это означает, что баскетболистка в это время не выступала ни за один профессиональный клуб, но уже завершила школьную и студенческую карьеру.